# Alvar Lundin
Johan Alvar Lundin, född 18 oktober 1894 i Sannerud, Ånimskog, Dalsland, död 13 januari 1975 i Lågan, Ånimskog, Dalsland, var en svensk målare och skulptör.
Alvar Lundin studerade på Valand samt Académie de la Grande Chaumière och Maison Watteau Paris. Han har målat porträtt, stilleben, figursaker, motiv från Bohuslän. Lundin var initiativtagare till bildandet av Dalslands konstförening 1935.
Innan han på heltid ägnade sig åt måleriet prövade han många yrken, bland annat skogs- och lantarbetare, stamanställd militär och polis i Göteborg.
Alvar Lundin var inspirerad av den franska expressionismen och hade Matisse som ideal. Han bröt med den dittills rådande konstsmaken och anses vara den främste företrädaren för modernismen i den dåtida dalsländska konsten.
Lundins sociala medkänsla och realism kom fram i hans konst. I hans personporträtt finner man inte gentlemän i frack utan arbetets män, märkta av slit och släp.
Han är representerad på Moderna museet i Stockholm, Göteborgs Konstmuseum och Borås Konstmuseum.

## Offentliga arbeten i urval
- Mosaikaltartavla - Trollhättan
- Väggmålning - Ånimskog församlingshem

## Utställningar i urval

### Stockholm
- Modern konst i hemmiljö separat 1942
- Modern Konst i Hemmiljö separat 1944
- Gummessons Konstsalong separat 1951
- Konstnärshuset separat 1955
- Konstnärshuset separat 1959

### Göteborg
- Göteborgs konsthall 1934
- Göteborgs Konsthall 1944
- Göteborgs Konsthall separat 1947
- Göteborgs Konsthall 1949

### Borås
- Borås konstmuseum separat 1939
- Borås konstmuseum separat 1952

### Frankrike
- Biarritz Galerie Vallombreuse 1970
- Paris Galerie Mouffe separat 1972

## Minnesutställningar
- Mellerud 1976
- Göteborg 1976
- Steneby 1986

## Stipendier och utmärkelser
- Konstakademins stipendium 1957 – 60
- Dalslandmedaljen 1963
- Älvsborgs läns kultustipendium 1964
- Konstakademins livstidsstipendium från 1966
- Diplom och guldmedalj från Accademia ”Tommaso Campanella” 1971
- Riddare av Vasaorden 1973
- Åmåls kommuns kultustipendium 1974